# 1. Deutscher Badminton-Club Bonn
Der 1. Deutsche Badminton-Club Bonn (1. DBC Bonn) ist ein erfolgreicher Badminton-Verein und eine Abteilung der Schwimm- und Sportfreunde Bonn 1905.
Am 14. September 1951 gründete sich im SSF Bonn der 1. Deutsche Badminton-Club, welcher in den Anfangsjahren des Wettkampfsports Badminton in der Bundesrepublik die deutsche Badmintonszene dominierte. Mit Wolfgang Bochow und Irmgard Latz standen auch international überaus erfolgreiche Spieler in den Reihen des Vereins. Trainingsort ist die Mehrfachturnhalle im Sportpark Nord (Lage).

## Erfolge
| Saison    | Veranstaltung                     | Disziplin    | Deutscher Meister |
| 1952/1953 | Deutsche Einzelmeisterschaft U18  | Herrendoppel | Hans Grashof / Kurt Hennes (1. DBC Bonn) |
| 1952/1953 | Deutsche Einzelmeisterschaft      | Herreneinzel | Hans Walbrück (1. DBC Bonn) |
| 1952/1953 | Deutsche Einzelmeisterschaft      | Herrendoppel | Hans Riegel / Hans Eschweiler (1. DBC Bonn) |
| 1953/1954 | Deutsche Einzelmeisterschaft      | Herrendoppel | Hans Walbrück / Günter Ropertz (1. DBC Bonn) |
| 1953/1954 | Deutsche Einzelmeisterschaft      | Herreneinzel | Hans Walbrück (1. DBC Bonn) |
| 1953/1954 | Deutsche Einzelmeisterschaft      | Mixed        | Hans Riegel / Luise Schmitz (1. DBC Bonn) |
| 1953/1954 | Deutsche Einzelmeisterschaft U18  | Herrendoppel | Hans Grashof / Kurt Hennes (1. DBC Bonn) |
| 1953/1954 | Deutsche Einzelmeisterschaft      | Damendoppel  | Ingeborg Tietze (Kieler BC 1949) / Luise Stuch-Schmitz (1. DBC Bonn)                                                                               |
| 1953/1954 | Deutsche Einzelmeisterschaft U18  | Mixed        | Hans Grashof / Bärbel Appelt (1. DBC Bonn) |
| 1953/1954 | Deutsche Einzelmeisterschaft U18  | Herreneinzel | Hans Grashof (1. DBC Bonn) |
| 1953/1954 | Deutsche Einzelmeisterschaft U18  | Dameneinzel  | Bärbel Appelt (1. DBC Bonn) |
| 1954/1955 | Deutsche Einzelmeisterschaft      | Mixed        | Hans Riegel / Luise Schmitz (1. DBC Bonn) |
| 1954/1955 | Deutsche Einzelmeisterschaft U18  | Herreneinzel | Kurt Hennes (1. DBC Bonn) |
| 1954/1955 | Deutsche Einzelmeisterschaft U18  | Herrendoppel | Ralf Caspary / Kurt Hennes (1. DBC Bonn) |
| 1954/1955 | Deutsche Einzelmeisterschaft U18  | Damendoppel  | Bärbel Appelt / Marlies Caspary (1. DBC Bonn) |
| 1954/1955 | Deutsche Einzelmeisterschaft      | Herreneinzel | Günter Ropertz (1. DBC Bonn) |
| 1954/1955 | Deutsche Einzelmeisterschaft      | Herrendoppel | Hans Eschweiler / Günter Ropertz (1. DBC Bonn) |
| 1955/1956 | Deutsche Einzelmeisterschaft U18  | Damendoppel  | Gunhild Scholz / Marlies Caspary (1. DBC Bonn) |
| 1955/1956 | Deutsche Einzelmeisterschaft      | Herreneinzel | Günter Ropertz (1. DBC Bonn) |
| 1956/1957 | Deutsche Einzelmeisterschaft      | Herrendoppel | Hans Eschweiler / Günter Ropertz (1. DBC Bonn) |
| 1956/1957 | Deutsche Einzelmeisterschaft      | Herreneinzel | Ralf Caspary (1. DBC Bonn) |
| 1956/1957 | Deutsche Einzelmeisterschaft      | Mixed        | Hans Eschweiler / Erna Wüsthoff (1. DBC Bonn / OBC im Ohligser TV 88)                                                                              |
| 1956/1957 | Deutsche Einzelmeisterschaft U18  | Damendoppel  | Marlies Caspary / Ute Seelbach (1. DBC Bonn / BC Düsseldorf)                                                                                       |
| 1956/1957 | Deutsche Einzelmeisterschaft U18  | Mixed        | Kurt Hennes / Gunhild Scholz (1. DBC Bonn) |
| 1956/1957 | Deutsche Mannschaftsmeisterschaft | Mannschaft   | 1. DBC Bonn (Jap Tjiang Beng, Ralf Caspary, Günter Ropertz, Hans Eschweiler, Luise Schmitz, Rosemarie Krämer)                                      |
| 1957/1958 | Deutsche Einzelmeisterschaft U18  | Damendoppel  | Gunhild Scholz / Marlies Caspary (1. DBC Bonn) |
| 1957/1958 | Deutsche Einzelmeisterschaft      | Herreneinzel | Walter Stuch (1. DBC Bonn) |
| 1957/1958 | Deutsche Einzelmeisterschaft U18  | Dameneinzel  | Gunhild Scholz (1. DBC Bonn) |
| 1958/1959 | Deutsche Mannschaftsmeisterschaft | Mannschaft   | 1. DBC Bonn (Walter Stuch, Ralf Caspary, Kurt Hennes, Günter Ropertz, Luise Schmitz, Gunhild Scholz)                                               |
| 1959/1960 | Deutsche Mannschaftsmeisterschaft | Mannschaft   | 1. DBC Bonn (Ralf Caspary, Walter Stuch, Kurt Hennes, Jap Tjiang Beng, Günter Ropertz, Luise Schmitz, Gunhild Scholz, Ute Harlos, Marlies Caspary) |
| 1959/1960 | Deutsche Einzelmeisterschaft      | Herreneinzel | Ralf Caspary (1. DBC Bonn) |
| 1960/1961 | Deutsche Mannschaftsmeisterschaft | Mannschaft   | 1. DBC Bonn (Ralf Caspary, Walter Stuch, Kurt Hennes, Jap Tjiang Beng, Günter Ropertz, Luise Schmitz, Gunhild Scholz, Ute Harlos, Marlies Caspary) |
| 1962/1963 | Deutsche Einzelmeisterschaft      | Damendoppel  | Gerda Schumacher / Marlies Langenbrink (1. DBC Bonn / Kölner Federballclub BG)                                                                     |
| 1964/1965 | Deutsche Einzelmeisterschaft      | Damendoppel  | Irmgard Latz / Gerda Schumacher (Krefelder BC / 1. DBC Bonn)                                                                                       |
| 1965/1966 | Deutsche Einzelmeisterschaft      | Herreneinzel | Wolfgang Bochow (1. DBC Bonn) |
| 1965/1966 | Deutsche Einzelmeisterschaft      | Herrendoppel | Wolfgang Bochow / Friedhelm Wulff (1. DBC Bonn / Vfl 48 Bochum)                                                                                    |
| 1965/1966 | Deutsche Einzelmeisterschaft      | Dameneinzel  | Irmgard Latz (1. DBC Bonn) |
| 1965/1966 | Deutsche Einzelmeisterschaft      | Damendoppel  | Irmgard Latz / Gerda Schumacher (1. DBC Bonn) |
| 1966/1967 | Deutsche Einzelmeisterschaft      | Herrendoppel | Wolfgang Bochow / Friedhelm Wulff (1. DBC Bonn / Vfl 48 Bochum)                                                                                    |
| 1966/1967 | Deutsche Einzelmeisterschaft      | Herreneinzel | Wolfgang Bochow (1. DBC Bonn) |
| 1967/1968 | Deutsche Einzelmeisterschaft      | Dameneinzel  | Irmgard Latz (1. DBC Bonn) |
| 1967/1968 | Deutsche Einzelmeisterschaft      | Herreneinzel | Wolfgang Bochow (1. DBC Bonn) |
| 1967/1968 | Deutsche Einzelmeisterschaft      | Damendoppel  | Irmgard Latz / Gerda Schumacher (1. DBC Bonn) |
| 1967/1968 | Deutsche Einzelmeisterschaft      | Mixed        | Wolfgang Bochow / Irmgard Latz (1. DBC Bonn) |
| 1969/1970 | Deutsche Einzelmeisterschaft      | Mixed        | Wolfgang Bochow / Irmgard Latz (1. DBC im SSF Bonn)                                                                                                |
| 1969/1970 | Deutsche Einzelmeisterschaft      | Herreneinzel | Wolfgang Bochow (1. DBC im SSF Bonn) |
| 1970/1971 | Deutsche Hochschulmeisterschaften | Herreneinzel | Wolfgang Bochow (1. DBC im SSF Bonn) |
| 1971/1972 | Deutsche Einzelmeisterschaft      | Mixed        | Wolfgang Bochow / Marieluise Wackerow (1. DBC im SSF Bonn / 1. BC Beuel)                                                                           |
| 1971/1972 | Deutsche Einzelmeisterschaft      | Herreneinzel | Wolfgang Bochow (1. DBC Bonn) |
| 1973/1974 | Deutsche Einzelmeisterschaft      | Mixed        | Wolfgang Bochow / Marieluise Wackerow (1. DBC im SSF Bonn / 1. BC Beuel)                                                                           |
| 1974/1975 | Deutsche Einzelmeisterschaft      | Herreneinzel | Wolfgang Bochow (1. DBC Bonn) |
| 1975/1976 | Deutsche Einzelmeisterschaft      | Mixed        | Wolfgang Bochow / Marieluise Wackerow (1. DBC im SSF Bonn / 1. BC Beuel)                                                                           |
| 1979/1980 | Deutsche Einzelmeisterschaft U16  | Herreneinzel | Axel Schönfelder (1. DBC im SSF Bonn) |
| 1979/1980 | Deutsche Einzelmeisterschaft U16  | Mixed        | Axel Schönfelder / Susanne Altmann (1. DBC im SSF Bonn / STC Blau-Weiß Solingen)                                                                   |
| 1981/1982 | Deutsche Einzelmeisterschaft      | Mixed        | Harald Klauer / Ingrid Thaler (1. DBC im SSF Bonn / STC Blau-Weiß Solingen)                                                                        |
| 1981/1982 | Deutsche Einzelmeisterschaft U22  | Damendoppel  | Kirsten Schmieder / Gabriele Splett (OSC Rheinhausen / 1. DBC Bonn)                                                                                |
| 1982/1983 | Deutsche Einzelmeisterschaft      | Dameneinzel  | Eva-Maria Kranz (1. DBC im SSF Bonn) |
| 1982/1983 | Deutsche Mannschaftsmeisterschaft | Mannschaft   | 1. DBC im SSF Bonn |
| 1982/1983 | Deutsche Einzelmeisterschaft U16  | Mixed        | Andreas Ruth / Brigitte Faßbender (BV Wesel Rot-Weiss / 1. DBC im SSF Bonn)                                                                        |
| 1982/1983 | Deutsche Einzelmeisterschaft      | Mixed        | Harald Klauer / Ingrid Thaler (1. DBC im SSF Bonn / STC Blau-Weiß Solingen)                                                                        |
| 1982/1983 | Deutsche Einzelmeisterschaft U22  | Damendoppel  | Kirsten Schmieder / Gabriele Splett (OSC Rheinhausen / 1. DBC Bonn)                                                                                |
| 1982/1983 | Deutsche Einzelmeisterschaft      | Herrendoppel | Harald Klauer / Gerhard Treitinger (1. DBC im SSF Bonn)                                                                                            |
| 1983/1984 | Deutsche Einzelmeisterschaft      | Herrendoppel | Roland Maywald / Karl-Heinz Zwiebler (1. DBC im SSF Bonn)                                                                                          |
| 1984/1985 | Deutsche Einzelmeisterschaft      | Mixed        | Harald Klauer / Kirsten Schmieder (1. DBC im SSF Bonn / OSC 04 Rheinhausen)                                                                        |
| 1987/1988 | Deutsche Mannschaftsmeisterschaft | Mannschaft   | 1. DBC im SSF Bonn |
| 1988/1989 | Deutsche Einzelmeisterschaft      | Herrendoppel | Harald Klauer / Ralf Rausch (1. DBC im SSF Bonn / SC Bayer 05 Uerdingen)                                                                           |